# Alapars
Alapars (in armeno Ալափարս?) è un comune dell'Armenia di abitanti (2009) della provincia di Kotayk'.